# Rosset (Droma)
Rousset-les-Vignes és un municipi francès situat al departament de la Droma i a la regió d'Alvèrnia-Roine-Alps. L'any 2007 tenia 289 habitants.

## Demografia

### Població
El 2007 la població de fet de Rousset-les-Vignes era de 289 persones. Hi havia 124 famílies de les quals 32 eren unipersonals (20 homes vivint sols i 12 dones vivint soles), 48 parelles sense fills, 36 parelles amb fills i 8 famílies monoparentals amb fills.
La població ha evolucionat segons el següent gràfic:
Habitants censats

### Habitatges
El 2007 hi havia 210 habitatges, 128 eren l'habitatge principal de la família, 59 eren segones residències i 23 estaven desocupats. 197 eren cases i 11 eren apartaments. Dels 128 habitatges principals, 93 estaven ocupats pels seus propietaris, 25 estaven llogats i ocupats pels llogaters i 10 estaven cedits a títol gratuït; 4 tenien una cambra, 9 en tenien dues, 19 en tenien tres, 31 en tenien quatre i 65 en tenien cinc o més. 73 habitatges disposaven pel capbaix d'una plaça de pàrquing. A 60 habitatges hi havia un automòbil i a 61 n'hi havia dos o més.

### Piràmide de població
La piràmide de població per edats i sexe el 2009 era:
| Homes | Edats   | Dones |
| ----- | ------- | ----- |
| 0     | 95 o +  | 0     |
| 0     | 90 a 94 | 4     |
| 0     | 85 a 89 | 0     |
| 4     | 80 a 84 | 0     |
| 8     | 75 a 79 | 0     |
| 4     | 70 a 74 | 8     |
| 8     | 65 a 69 | 0     |
| 16    | 60 a 64 | 20    |
| 12    | 55 a 59 | 12    |
| 8     | 50 a 54 | 16    |
| 8     | 45 a 49 | 4     |
| 4     | 40 a 44 | 0     |
| 8     | 35 a 39 | 8     |
| 12    | 30 a 34 | 8     |
| 8     | 25 a 29 | 16    |
| 12    | 20 a 24 | 8     |
| 0     | 15 a 19 | 4     |
| 4     | 10 a 14 | 0     |
| 4     | 5 a 9   | 4     |
| 16    | 0 a 4   | 12    |

## Economia
El 2007 la població en edat de treballar era de 182 persones, 126 eren actives i 56 eren inactives. De les 126 persones actives 111 estaven ocupades (61 homes i 50 dones) i 15 estaven aturades (10 homes i 5 dones). De les 56 persones inactives 26 estaven jubilades, 14 estaven estudiant i 16 estaven classificades com a «altres inactius».

### Ingressos
El 2009 a Rousset-les-Vignes hi havia 121 unitats fiscals que integraven 285,5 persones, la mediana anual d'ingressos fiscals per persona era de 16.127 €.

### Activitats econòmiques
Dels 14 establiments que hi havia el 2007, 3 eren d'empreses de fabricació d'altres productes industrials, 3 d'empreses de construcció, 2 d'empreses de comerç i reparació d'automòbils, 1 d'una empresa d'hostatgeria i restauració, 1 d'una empresa financera, 1 d'una empresa de serveis i 3 d'entitats de l'administració pública.
Dels 4 establiments de servei als particulars que hi havia el 2009, 2 eren guixaires pintors, 1 electricista i 1 restaurant.
L'únic establiment comercial que hi havia el 2009 era una floristeria.
L'any 2000 a Rousset-les-Vignes hi havia 26 explotacions agrícoles que ocupaven un total de 462 hectàrees.

## Poblacions més properes
El següent diagrama mostra les poblacions més properes.